# Uljapskie osiedle wiejskie
Uljapskie osiedle wiejskie (ros. Уляпское сельское поселение) – jedno z 7 osiedli wiejskich w rejonie krasnogwardiejskim wchodzącym w skład Republiki Adygei. W 2022 liczyło 1745 mieszkańców.